# A-League Men 2021/22
Die A-League Men 2021/22 war die erste Spielzeit der höchsten australischen Fußballliga unter diesem Namen und die 17. seit ihrer Gründung im Jahr 2005. Die reguläre Saison begann am 19. November 2021 und endete am 10. Mai 2022. Im Juni 2022 war im Anschluss die Finalrunde. Titelverteidiger ist der Melbourne City FC.

## Modus
Die Vereine spielen zunächst ein leicht erweitertes Zweirundenturnier aus, womit sich insgesamt 26 Spiele pro Mannschaft ergeben. Es wird nach der 3-Punkte-Regel gespielt (drei Punkte pro Sieg, ein Punkt pro Unentschieden). Die Tabelle wird nach den folgenden Kriterien bestimmt:
1. Anzahl der erzielten Punkte
2. Tordifferenz aus allen Spielen
3. Anzahl Tore in allen Spielen
4. Anzahl der erzielten Punkte im direkten Vergleich
5. Tordifferenz im direkten Vergleich

Am Ende der regulären Saison qualifizieren sich die beiden punktbesten Mannschaften direkt für das Halbfinale der Finalrunde. Ihre beiden Gegner werden im Viertelfinale zwischen den Tabellendritten bis -sechsten ermittelt. Die bessere Mannschaft der regulären Saison ist in beiden Runden jeweils gegen die schlechteste Mannschaft gesetzt. Das Halbfinale wird in dieser Saison erstmals in Hin- und Rückspiel ausgetragen. Der Sieger des Grand Final wird australischer Meister.
Die beste Mannschaft der regulären Saison, die auch als Premiershipsieger bezeichnet wird, wird sich für die Gruppenphase der AFC Champions League 2023/24 qualifizieren. Australien stehen für den AFC Cup zwei weitere Plätze zu. Einer davon geht an den Sieger des FFA Cups, während der andere entweder an den Sieger des Grand Finals oder an den Zweitplatzierten der regulären Saison gehen wird. Eine Ausnahme bildet hier der neuseeländische Verein Wellington Phoenix, der kein Mitglied der AFC ist und damit von allen asiatischen Wettbewerben ausgeschlossen ist.
Einen Abstieg in die zweitklassigen National Premier Leagues gibt es nicht.

## Teilnehmer
| Verein                   | Heimatstadt, Bundesstaat   | Ligazugehörigkeit | Stadion                                                  | Kapazität            |
| ------------------------ | -------------------------- | ----------------- | -------------------------------------------------------- | -------------------- |
| Adelaide United          | Adelaide, South Australia  | seit 2005         | Hindmarsh Stadium                                        | 16.500               |
| Brisbane Roar            | Brisbane, Queensland       | seit 2005         | Dolphin Stadium                                          | 11.500               |
| Central Coast Mariners   | Gosford, New South Wales   | seit 2005         | Central Coast Stadium                                    | 20.059               |
| Macarthur FC             | Sydney, New South Wales    | seit 2020         | Campbelltown Stadium                                     | 20.000               |
| Melbourne City FC        | Melbourne, Victoria        | seit 2010         | Melbourne Rectangular Stadium                            | 30.500               |
| Melbourne Victory        | Melbourne, Victoria        | seit 2005         | Marvel Stadium AAMI Park                                 | 56.347 30.050        |
| Newcastle United Jets    | Newcastle, New South Wales | seit 2005         | McDonald Jones Stadium                                   | 33.000               |
| Perth Glory              | Perth, Western Australia   | seit 2005         | HBF Park                                                 | 20.500               |
| Sydney FC                | Sydney, New South Wales    | seit 2005         | Jubilee Oval Leichhardt Oval                             | 20.500 20.000        |
| Wellington Phoenix       | Wellington, Neuseeland     | seit 2007         | Wellington Regional Stadium                              | 34.500               |
| Western Sydney Wanderers | Sydney, New South Wales    | seit 2012         | CommBank Stadium                                         | 30.000               |
| Western United           | Melbourne, Victoria        | seit 2019         | Kardinia Park Melbourne Rectangular Stadium Mars Stadium | 36.000 30.500 11.000 |

## Tabelle
| Pl.                 | Verein                   | Sp. | S  | U | N  | Tore    | Diff. | Punkte |
| ------------------- | ------------------------ | --- | -- | - | -- | ------- | ----- | ------ |
| 1.                  | Melbourne City FC (M)    | 26  | 14 | 7 | 5  | 055:330 | +22   | 49     |
| 2.                  | Melbourne Victory        | 26  | 13 | 9 | 4  | 042:250 | +17   | 48     |
| 3.                  | Western United           | 26  | 13 | 6 | 7  | 040:300 | +10   | 45     |
| 4.                  | Adelaide United          | 26  | 12 | 7 | 7  | 038:310 | +7    | 43     |
| 5.                  | Central Coast Mariners   | 26  | 12 | 6 | 8  | 049:350 | +14   | 42     |
| 6.                  | Wellington Phoenix       | 26  | 12 | 3 | 11 | 034:490 | −15   | 39     |
| 7.                  | Macarthur FC             | 26  | 9  | 6 | 11 | 038:470 | −9    | 33     |
| 8.                  | Sydney FC                | 26  | 8  | 7 | 11 | 037:440 | −7    | 31     |
| 9.                  | Newcastle United Jets    | 26  | 8  | 5 | 13 | 045:430 | +2    | 29     |
| 10.                 | Western Sydney Wanderers | 26  | 6  | 9 | 11 | 030:380 | −8    | 27     |
| 11.                 | Brisbane Roar            | 26  | 7  | 5 | 14 | 029:390 | −10   | 26     |
| 12.                 | Perth Glory              | 26  | 4  | 6 | 16 | 020:430 | −23   | 18     |
| Stand: 16. Mai 2022 |                          |     |    |   |    |         |       |        |

| Zum Saisonende 2021/22: |
| Teilnahme am Halbfinale der Finalrunde und Teilnahme an der Gruppenphase der AFC Champions League 2023/24 Teilnahme am Halbfinale der Finalrunde und Teilnahme an der Gruppenphase des AFC Cups 2023/24 Teilnahme am Viertelfinale der Finalrunde |

| Zum Saisonende 2020/21: |                                                      |
| (M)                     | Amtierender australischer Meister: Melbourne City FC |

## Kreuztabelle
Die Kreuztabelle stellt die Ergebnisse aller Spiele der regulären Season dar. Die Heimmannschaft ist in der linken Spalte, die Gastmannschaft in der oberen Zeile aufgelistet.
| Heim- / Gastmannschaft   | AU  | BR  | CM  | MA  | MC  | MV  | NJ  | PG  | SY  | WP  | WS  | WU  |     | AU  | BR  | CM  | MA  | MC  | MV  | NJ  | PG  | SY  | WP  | WS  | WU |
| Adelaide United          |     | 2:0 | 2:1 | 1:0 | 2:2 | 1:2 | 2:1 | 2:0 | 1:2 | 4:0 | 1:2 | 2:1 |     |     |     |     | 2:2 | 0:1 |     |     |     |     |     |     |    |
| Brisbane Roar            | 0:0 |     | 0:2 | 3:1 | 1:2 | 1:1 | 2:0 | 1:0 | 3:1 | 2:1 | 3:0 | 2:3 | 1:3 |     |     |     |     |     |     |     |     | 0:3 |     |     |    |
| Central Coast Mariners   | 3:0 | 2:1 |     | 3:3 | 1:3 | 1:1 | 2:0 | 1:1 | 2:0 | 5:0 | 2:0 | 1:0 |     |     |     | 4:2 |     |     |     |     | 0:5 |     |     |     |    |
| Macarthur FC             | 4:1 | 2:1 | 1:0 |     | 0:1 | 1:4 | 2:1 | 4:2 | 0:3 | 1:1 | 1:1 | 2:2 |     |     |     |     |     |     | 0:3 |     |     |     | 3:1 |     |    |
| Melbourne City FC        | 1:2 | 2:1 | 3:2 | 3:1 |     | 2:2 | 3:0 | 1:0 | 4:0 | 2:1 | 3:3 | 0:1 |     |     |     |     |     | 1:1 |     | 2:2 |     |     |     |     |    |
| Melbourne Victory        | 1:1 | 3:0 | 1:0 | 3:1 | 3:0 |     | 1:2 | 0:3 | 2:2 | 3:1 | 1:1 | 3:1 |     | 0:0 |     |     |     |     |     |     |     |     |     | 1:1 |    |
| Newcastle United Jets    | 1:2 | 2:1 | 1:2 | 2:2 | 2:4 | 1:2 |     | 6:1 | 2:0 | 4:0 | 1:0 | 1:1 |     |     | 2:4 |     |     |     |     |     |     | 4:0 |     |     |    |
| Perth Glory              | 1:1 | 2:0 | 0:0 | 0:1 | 2:0 | 0:1 | 0:0 |     | 0:2 | 0:1 | 1:1 | 0:2 | 1:2 | 1:4 |     |     |     |     |     |     |     |     |     |     |    |
| Sydney FC                | 2:3 | 1:1 | 3:2 | 0:1 | 1:2 | 1:4 | 2:2 | 1:2 |     | 2:1 | 3:2 | 1:1 |     |     |     | 2:2 |     |     |     |     |     |     |     | 3:0 |    |
| Wellington Phoenix       | 1:1 | 3:0 | 2:1 | 3:1 | 0:6 | 1:0 | 3:2 | 2:1 | 1:1 |     | 0:2 | 2:1 |     |     | 0:4 |     |     |     |     |     |     |     | 1:0 |     |    |
| Western Sydney Wanderers | 0:0 | 1:1 | 2:2 | 0:2 | 1:3 | 2:0 | 2:2 | 1:0 | 0:0 | 1:2 |     | 0:1 |     |     |     |     |     |     | 3:2 |     | 2:0 |     |     |     |    |
| Western United           | 1:0 | 1:0 | 2:2 | 2:0 | 1:0 | 0:1 | 2:1 | 1:0 | 1:0 | 1:4 | 3:2 |     |     |     |     |     | 2:2 |     |     | 6:0 |     |     |     |     |    |

## Finalrunde

### Viertelfinale
Die Spiele wurden am 14. und 15. Mai 2022 ausgetragen.
| Datum                    |                     | Ergebnis  |                            |
| ------------------------ | ------------------- | --------- | -------------------------- |
| 14. Mai 2022, 19:45 AEST | Western United (3)  | 1:0 (1:0) | Wellington Phoenix (6)     |
| 15. Mai 2022, 15:35 ACST | Adelaide United (4) | 3:1 (1:0) | Central Coast Mariners (5) |

### Halbfinale
Die Spiele wurden zwischen dem 17. und 22. Mai 2022 ausgetragen.
|                   | Gesamt |                   | Hinspiel | Rückspiel |
| ----------------- | ------ | ----------------- | -------- | --------- |
| Melbourne City FC | 2:1    | Adelaide United   | 0:0      | 2:1       |
| Western United    | 4:2    | Melbourne Victory | 0:1      | 4:1       |

### Grand Final
| Melbourne City FC                                       | Melbourne City FC | Western United | Western United |
| ------------------------------------------------------- | --- | --- | -------------- |
| Melbourne City FC                                       | \| 28. Mai 2022 um 19:45 Uhr AEST in Melbourne (AAMI Park) \| \| Ergebnis: 0:2 (0:2) \| \| Zuschauer: 22.495 \| \| Schiedsrichter: Chris Beath \| \| Spielbericht \|                                                                                                   | \| 28. Mai 2022 um 19:45 Uhr AEST in Melbourne (AAMI Park) \| \| Ergebnis: 0:2 (0:2) \| \| Zuschauer: 22.495 \| \| Schiedsrichter: Chris Beath \| \| Spielbericht \|                                                                                             | Western United |
| Melbourne City FC                                       | Thomas Glover – Nuno Reis, Rostyn Griffiths (66. Marco Tilio), Curtis Good – Carl Jenkinson (46. Scott Galloway), Scott Jamieson , Andrew Nabbout, Florin Bérenguer, Connor Metcalfe (78. Taras Gomulka) – Mathew Leckie, Jamie Maclaren Cheftrainer: Patrick Kisnorbo | Jamie Young – Josh Risdon , Tomoki Imai, Léo Lacroix, Ben Garuccio – Neil Kilkenny, Steven Lustica (63. Jerry Skotadis), Lachlan Wales (89. Dylan Pierias), Dylan Wenzel-Halls (89. Rhys Bozinovski) – Connor Pain, Aleksandar Prijović Cheftrainer: John Aloisi | Western United |
| Melbourne City FC                                       | 0:1 Nuno Reis (2., ET) 0:2 Aleksandar Prijović (30.) | | Western United |
| Melbourne City FC                                       | Dylan Wenzel-Halls, Lachlan Wales | | Western United |
| Melbourne City FC                                       | Spieler des Spiels: Aleksandar Prijović | | Western United |
| 28. Mai 2022 um 19:45 Uhr AEST in Melbourne (AAMI Park) | | |                |
| Ergebnis: 0:2 (0:2)                                     | | |                |
| Zuschauer: 22.495                                       | | |                |
| Schiedsrichter: Chris Beath                             | | |                |
| Spielbericht                                            | | |                |